# Strategische Raketentruppen der Sowjetunion

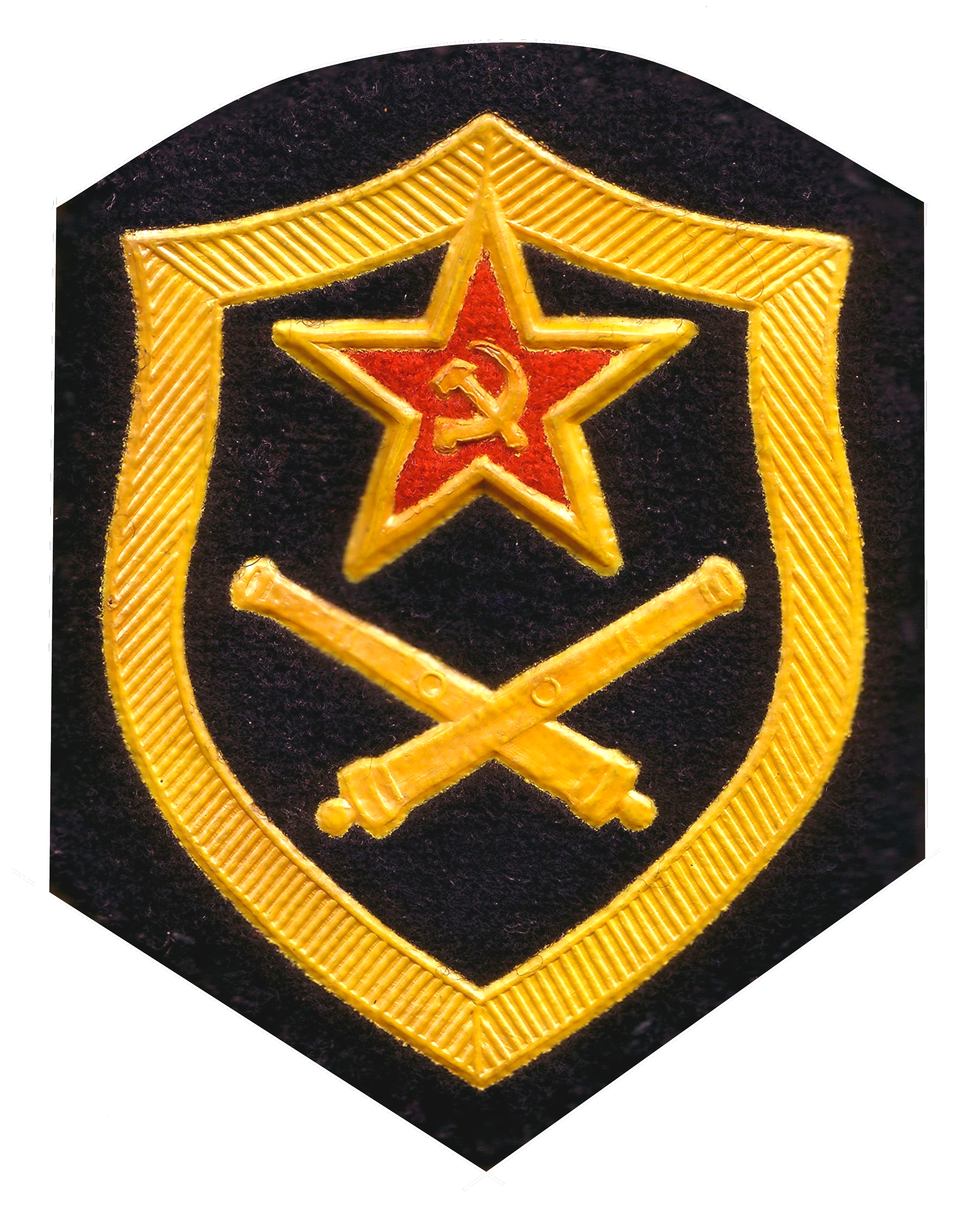
Ärmelabzeichen der Raketentruppen und Artillerie der Landstreitkräfte

Die Strategischen Raketentruppen der Sowjetunion (russisch Ракетные войска стратегического назначения, РВСН) waren von 1958 bis 1992 eine Teilstreitkraft der Sowjetarmee. In der offiziellen Rangfolge der Teilstreitkräfte der Sowjetarmee nahmen die Raketentruppen noch vor den Landstreitkräften den ersten Rang ein. Die sowjetischen Einsatzgrundsätze unterschieden sich bei den Boden-Boden-Raketen für strategische, operative und taktische Raketen. Mit nuklearen Sprengköpfen ausgerüstete Raketensysteme strategischer Bedeutung mit Reichweiten ab 1.000 km wurden in den Strategischen Raketentruppen zusammengefasst. Truppenteile, die mit Operativ-taktischen Raketenkomplexen mit Reichweiten von mehreren hundert Kilometern ausgerüstet waren, wurden den Armeen bzw. Armeekorps (im Frieden den Militärbezirken) zugeordnet. Taktische Raketenkomplexe wurden den motorisierten Schützen- und Panzerdivisionen zugeordnet. Sie dienten der Bekämpfung von Zielen im Verantwortungsbereich der Division und hatten eine Reichweite von bis zu 120 km.

## Geschichte

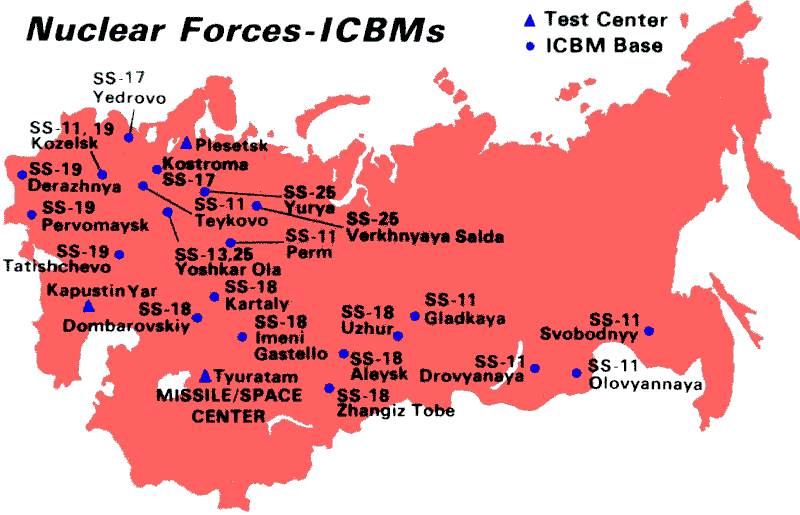
US-Karte zur Dislozierung der Interkontinentalraketen

Die Anfänge der Teilstreitkraft gehen auf die ersten sowjetischen Studien zu erbeuteten deutschen Raketen vom Typ Aggregat 4 (V-2) zurück. 1945 kam der „Vater“ der sowjetischen Raketentechnik, Sergei Pawlowitsch Koroljow, in die Zentralwerke nach Bleicherode (Thüringen). Im Mai 1946 wurde zur Sicherung der Beutestücke und Übernahme der Dokumentationen zur A-4 das 92. Gardewerferregiment der GSBT in Berka beauftragt und gehörte ab Dezember 1950 zur 22. Sonderbrigade der Reserve des Oberkommandos (RWGK). Weitere drei Sonderbrigaden wurden aufgestellt. Das 92. Gardewerferregiment wurde im Sommer 1947 nach Kapustin Jar verlegt. Am 18. Oktober 1947 erfolgte der erste Abschuss der R-1 (NATO-Codename: SS-1A Scunner) auf dem Testgelände in Kapustin Jar. Im November 1950 wurde die Rakete von der sowjetischen Armee abgenommen. Die R-1 konnte einen konventionellen Gefechtskopf von 785 kg bis zu 270 km weit tragen, wobei die Treffergenauigkeit bei etwa 5 km lag. Bis 1953 wurde aus den Sonderbrigaden der Reserve des Oberkommandos (RWGK) die Ingenieurbrigaden gebildet und waren stationiert in Belokorowitschi (Oblast Schytomyr), Kamyschin (Oblast Wolgograd) und in Kapustin Jar aufgestellt. Bis 1959 wurden neben der R-1 weitere Raketen entwickelt und getestet. 1949 begannen Tests zur R-2 und die Sowjetarmee führte diesen Typ ab 1953 ein. Im März 1953 wurden Test der R-5 (NATO-Codename: SS-3 Shyster) durchgeführt und konnte in der Version ab 1956 auch Nukleargefechtsköpfe tragen. 1958 wurde die R-5 auch kurzzeitig während der Berlinkrise in der DDR und in der Tschechoslowakei stationiert. Ihre vorgesehenen Ziele waren Luftwaffenbasen und Häfen in der Bundesrepublik, den Niederlanden, Belgien und US-amerikanische Raketenstellungen in Großbritannien.

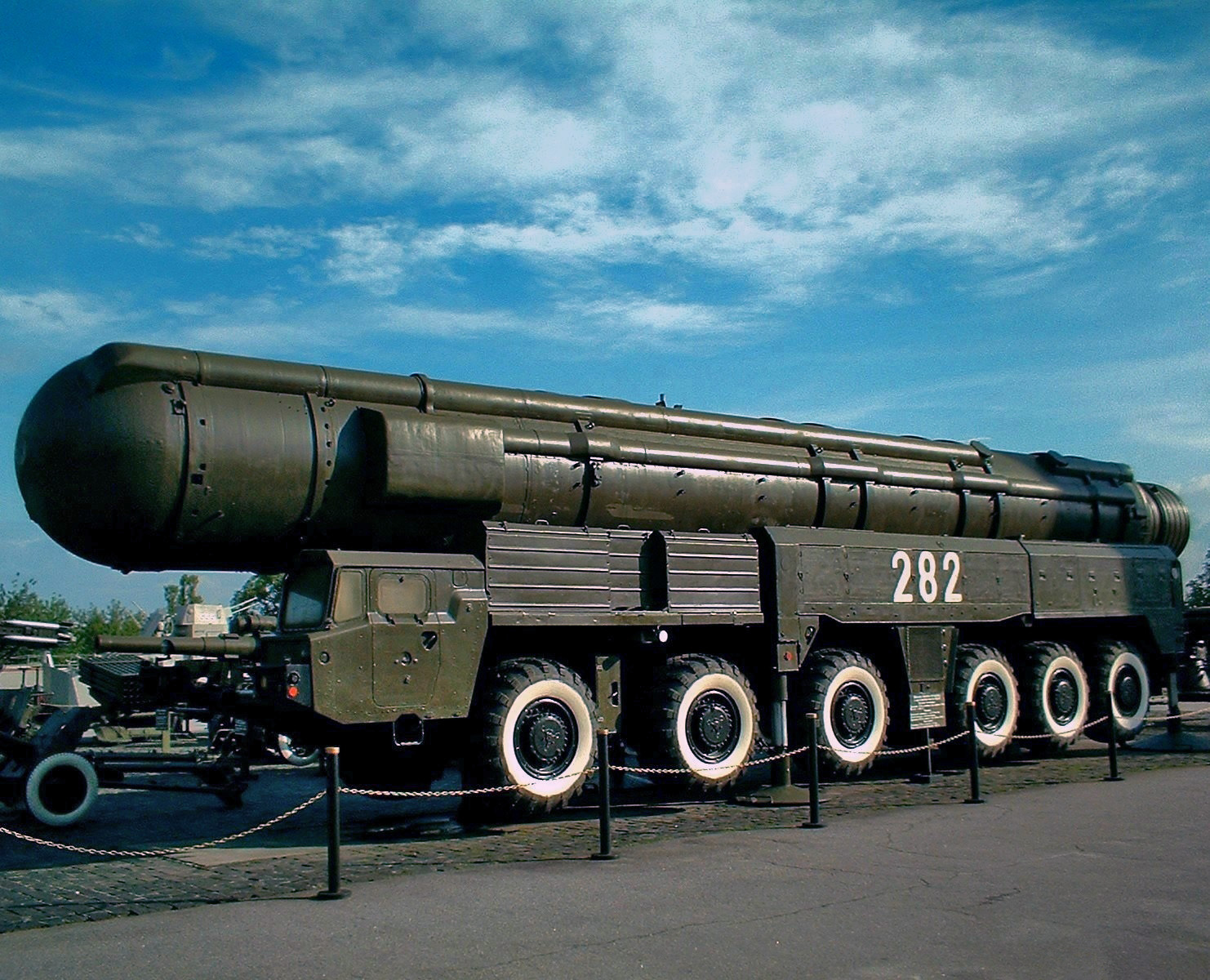
RSD-10 mit mobiler Startrampe MAZ-547W

Am 2. September 1959 wurde erfolgreich die nuklear-ballistische Mittelstreckenrakete R-12 (NATO-Codename: SS-4 Sandal) getestet und stand ab 1960 auch in einer Siloversion zur Verfügung. Aufgrund der immer größeren Bedeutung der militärischen, ballistischen Raketen während des Kalten Krieges wurden am 17. Dezember 1959 die „Raketentruppen strategischer Bestimmung“ (russisch Ракетных войск Стратегического назначения) geschaffen und später in „Raketentruppen und Artillerie der Landstreitkräfte“ (Ракетных войск и артиллерии СВ), allgemein als Strategische Raketentruppen bezeichnet, als neue Teilstreitkraft der Sowjetarmee aufgestellt. Die bisherigen Ingenieurbrigaden der Reserve des Oberkommandos (RWGK) wurden im Juli 1960 aufgelöst. Aus den Ingenieurbrigaden, Artilleriebrigaden und weiteren Truppenteilen wurden Raketenbrigaden aufgestellt und Raketendivisionen unterstellt. Die Raketendivisionen wurden wiederum Raketenarmeen unterstellt. Am 1. September 1960 wurde die 43. Raketenarmee (vormals 43. Luftarmee) in Winnyzja, (Ukrainische SSR) und die 50. Raketenarmee (vormals 50. Luftarmee) in Smolensk aufgestellt. 1961 folgte die Aufstellung der 51. Raketenarmee in Tschita, (RSFSR). Zu der neuen Waffengattung gehörten die Raketenbrigaden der Militärbezirke und Gruppen der Front- und Armeeebene, die Raketenabteilungen taktischer Zweckbestimmung der Motorisierten Schützendivision und der Panzerdivision sowie der Artillerie.
Das Hauptquartier wurde in Wlassicha eingerichtet. Erster Oberbefehlshaber wurde der Befehlshaber der Artilleriestreitkräfte und stellvertretende Minister für Spezialbewaffnung Mitrofan Iwanowitsch Nedelin. Im November 1961 nahmen die Raketentruppen an der strategischen Kommandostabsübung teil, wo erstmals in großem Umfang auch der Einsatz von Interkontinentalraketen gegen die USA trainiert wurde. An der Übung nahmen die Stäbe von zwei Raketenarmeen, fünf Raketenkorps, 32 Raketendivisionen und 72 Raketenregimenter teil. Bereits im Mai 1961 hatte die 23. Raketendivision und das 41. Raketenkorps ein Manöver durchgeführt das den Einsatz von 460 Mittelstreckenraketen und 108 Interkontinentalraketen vorsah.
Vor dem Inkrafttreten des Vertrages über das Verbot von Kernwaffenversuchen in der Atmosphäre, im Weltraum und unter Wasser wurden noch durch die Strategischen Raketentruppen mehrere Atomwaffentests durch den Abschuss von R-12 und R-14U-Raketen durchgeführt. So wurde Anfang September 1962 rund einen Monat vor der Kubakrise südlich von Tschita eine R-14 mit thermonuklearer Ladung von 1,9 Mt über eine Distanz von 3748 km befördert und explodierte auf dem Testgelände in der Mitjuschikabucht auf der Insel Nowaja Semlja.
1962 unter Führung von Sergei Birjusow erfolgte auch im Rahmen der Operation Anadyr die Verlegung von 36 R-12 nach Kuba unter Kontrolle der 50. Raketendivision (überwiegend Regimenter der 43. Raketendivision der 43. Raketenarmee).
Die Anzahl der Raketenverbände der sowjetischen Strategischen Raketentruppen nahm weiterhin enorm zu und erreichte 1965 die Anzahl von über 40 Raketendivisionen und -brigaden. 1970 wurden aus verschiedenen ab 1961 aufgestellten Raketenkorps weitere Raketenarmeen zusammengestellt und einige Raketenkorps aufgelöst. Aufgestellt wurden ab Juli 1970 die 27. Garde-Raketenarmee in Wladimir (RSFSR), die 31. Raketenarmee in Orenburg (Kasachische SSR) und die 33. Raketenarmee in Omsk (RSFSR). Am 17. Dezember 1980 wurde die Pioner-UTTH – eine modifizierte RSD-10 Pioner (NATO-Codename: SS-20 Saber) – in die Bewaffnung der Strategischen Raketentruppen aufgenommen.
1984 gehörten rund 1398 Interkontinentalraketen und 28 Raketenbasen zu den Strategischen Raketentruppen.
Mit der Unterzeichnung des INF-Vertrages am 8. Dezember 1987 folgte auch die Reduzierung der Strategischen Raketentruppen. 1989 gehörten noch 300.000 Soldaten den Raketentruppen an, die in sechs Raketenarmeen mit jeweils drei bis fünf Raketendivisionen gegliedert waren. Jede Raketendivision enthielt Raketenregimenter mit jeweils 10 Raketenabschusssystemen und rund 400 Soldaten.
Ab 1988 wurden die Interkontinentalraketen RS-21M Topol (SS-25 Sickle) an neun verschiedenen Standorten von ehemaligen Raketensilos für SS-13, SS-17 und SS-20 stationiert sowie als mobile Version auf den Trägerfahrzeugen MAZ-7912 und MAZ-7917.
Mit dem Ende des Kalten Krieges und dem Zerfall der Sowjetunion im Dezember 1991 endeten auch die Strategischen Raketentruppen der Sowjetunion. Am 7. Mai 1992 unterzeichnete der russische Präsident Boris Jelzin ein Dekret, das das russische Verteidigungsministerium begründete und alle ehemaligen sowjetischen Streitkräfte auf dem Territorium der früheren RSFSR unter Kontrolle der Russischen Föderation stellte. Die heutigen Strategische Raketentruppen (Raketnyje woiska strategitscheskowo nasnatschenija Rossijskoi Federazii; RWSN) Russlands stehen in der Tradition der sowjetischen Strategischen Raketentruppen.
| 1960   | 1965    | 1970    | 1975    | 1980    | 1985    | 1990    | 1991    |
| ------ | ------- | ------- | ------- | ------- | ------- | ------- | ------- |
| 49.000 | 110.000 | 350.000 | 350.000 | 385.000 | 300.000 | 260.000 | 165.000 |

## Struktur
- 31. Raketenarmee
- 33. Raketenarmee
- 43. Raketenarmee
- 50. Raketenarmee
- 53. Raketenarmee

## Oberkommandierende
- 1959–1960: Mitrofan Iwanowitsch Nedelin
- 1960–1962: Kirill Semjonowitsch Moskalenko
- 1962–1963: Sergei Semjonowitsch Birjusow
- 1963–1972: Nikolai Iwanowitsch Krylow
- 1972–1985: Wladimir Fjodorowitsch Tolubko
- 1985–1992: Juri Pawlowitsch Maximow